# Środek płatniczy
Środek płatniczy – banknoty i monety nominowane w określonej walucie, które są używane i powszechnie akceptowane przy dokonywaniu płatności na terenie danego państwa.
Współcześnie emitentem prawnych środków płatniczych jest bank centralny.